# 13号小组

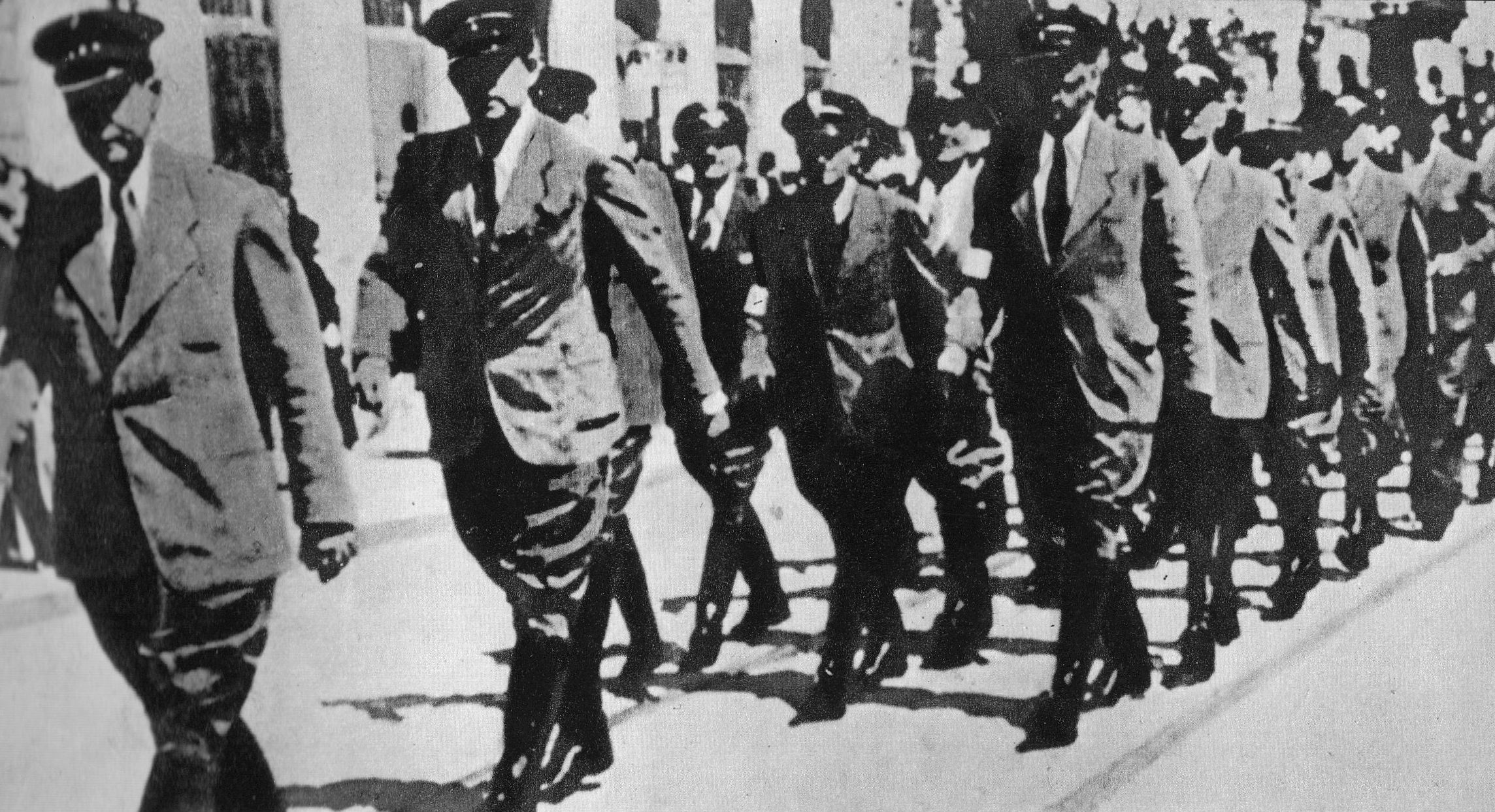
13号小组成员

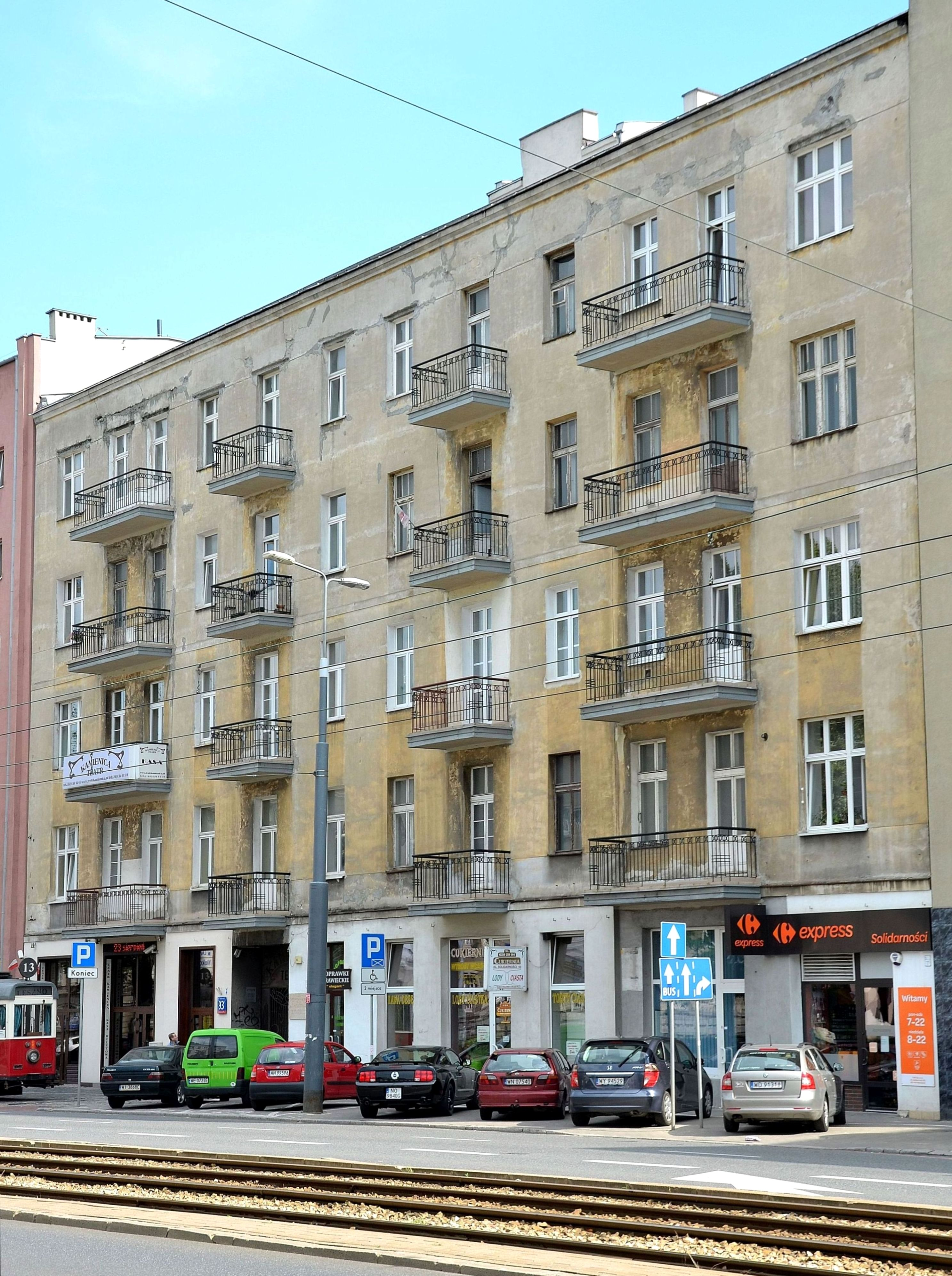
华沙团结工联大街93号（原莱什诺街13号）, 1940年至1941年间为13号小组的总部。照片摄于2014年。

13号小组（波蘭語：Trzynastka) 是第二次世界大战德国占领波兰期间的犹太人勾结者组织，活动于华沙隔都。“13号小组”为组织的非正式名称，得名自小组在华沙的主办公室地址——莱什诺街13号。13号小组成立于1940年12月，由罗兹青年衛士的前领导人亚伯拉罕·甘茨瓦伊什领导。13号小组由黨衛隊保安處授权，直接向德国盖世太保办公室报告，又被称作“犹太盖世太保”。
13号小组和犹太居民委员会争夺对犹太隔都的控制权，并渗透进隔都的犹太反抗组织中。小组最重要的分支机构是华沙犹太区的打击高利贷与暴利办公室。该办公室以打击黑市为名，实际上通过敲诈勒索等手段获取大量钱财。13号小组还有自己的监狱。该组织共有三百到四百名犹太军官，其军官制服以绿色帽带为特征。13号小组的成员需缴纳数千“穆伊纳尔基”（由德国控制的发行银行发行的兹罗提货币）作为准入费。
1941年7月，13号小组在与犹太居民委员会的政治斗争中失败，办公室被整合入猶太區警察部队。
13号小组办公室关闭后，小组的活跃成员继续以甘茨瓦伊什为中心，致力于建立自己的医护室与救护车服务，在1941年5月成立了所谓的“紧急服务”和“急救站”。然而集团的资源很快就被用于走私和违禁品交易。此外，他们还运经营包括妓院在内的其他生意，还几乎完全控制了隔都内的马车与其他所有的交通工具。

## 领导层分裂
在小组办公室于1941年中期关闭之前不久，小组管理层发生了分裂，Morris Kohn 与 Zelig Heller 离开甘茨瓦伊什建立了自己的组织。Kohn 与 Heller 建立的组织延续时间超过了13号小组：直到隔都犹太人在华沙大行动期间大规模被驱逐至特雷布林卡灭绝营，他们的组织才宣告中止。该小组的兴衰可能与各派德国军官和各路官僚机构间的权力斗争有关：他们出于自身的经济利益而支援隔都内的不同势力。
1942年4月，德国人在莱茵哈德行动中处决了13号小组的许多成员。甘茨瓦伊什和小组的幸存成员后来重新出现，他们冒充犹太地下战士，搜寻协助藏匿犹太人或以其他方式援助犹太人的波兰人。犹太盖世太保关闭后，甘茨瓦伊什留在华沙的隔都外，继续为纳粹效力。流言称他在1943年身亡。

## 注解
1. 1 2  .   [2019-02-17]. （原始内容存档于2019-04-02）.
2. ↑  W. D. Rubinstein, The Left, the Right, and the Jews （页面存档备份，存于） Universe Books, 1982, ISBN 0-87663-400-5, (Google Print), p. 136.
3. 1 2 3 4 5 6  Israel Gutman, The Jews of Warsaw, 1939-1943: Ghetto, Underground, Revolt （页面存档备份，存于） Indiana University Press, 1982, ISBN 0-253-20511-5, (Google Print), p. 90–4.
4. 1 2  Tadeusz Piotrowski. . McFarland. 1998: 66–67  [2019-02-17]. ISBN 0786403713. （原始内容存档于2019-02-17）.
5. 1 2 3 4 5 6 7 8 9 10  Itamar Levin, Walls Around: The Plunder of Warsaw Jewry During World War II and Its Aftermath （页面存档备份，存于） Greenwood Publishing Group, 2004, ISBN 0-275-97649-1 (Google Print), pp. 94–98.
6. 1 2  Anna Heilman, Never Far Away: The Auschwitz Chronicles of Anna Heilman （页面存档备份，存于） University of Calgary Press, 2001, ISBN 1-55238-040-8, (Google Print), p. 52.
7. ↑  . www.holocaustresearchproject.org.   [2018-02-15]. （原始内容存档于2018-02-22）.